# Ejido 20 de Noviembre
Ejido 20 de Noviembre är ett samhälle (ejido) i Mexiko, tillhörande kommunen Ixtlahuaca i den västra delen av delstaten Mexiko. Orten hade 453 invånare vid folkräkningen 2010.